# 哈密顿图

十二面体中的哈密顿回路

又稱漢密頓圖，是指存在哈密頓環的無向圖，由哈密顿爵士提出。

## 定義
下列定義，既適用於無向圖，亦適用於有向圖。
哈密頓路徑圖的一條路，經過每個頂點恰好一次。
哈密頓環在一條哈密頓路的基礎上，再有一條邊將其首尾連接，所構成的圈。注意，若有一個哈密頓圈，則移除其任一條邊，皆可得到一條哈密頓路，但反之則不然，即給定一條哈密頓路，不一定能延伸成哈密頓圈，因為該路徑的首尾兩頂點之間，不一定有邊相連。
哈密頓圖有哈密頓圈的圖。
半哈密頓圖有哈密頓路，但無哈密頓圈的圖。
哈密頓連通圖一幅圖，以其任意兩個頂點為起終點，皆存在一條哈密頓路。
哈密頓分解將邊集分劃成若干個哈密頓圈。
亞哈密頓圖亞哈密頓圖並非哈密頓圖，但只要移除任何一個頂點，就會變成哈密頓圖。

非哈密頓圖
半哈密頓圖
哈密頓圖

## 性質
哈密尔顿图的必要条件：
若G=(V,E) 是一个哈密尔顿图，则对于V的每一个非空子集S，均有W(G－S) ≤|S|。其中|S|是S中的顶点数，W(G－S)表示图G擦去属于S中的顶点后，剩下子图的连通分支的个数。

## 充分條件
對歐拉圖而言，有某個充要條件，可用作簡單判定一幅圖是否歐拉圖（歐拉定理）。然而，對於哈密頓圖，並無相應的結果。
不過，仍有一系列越來越鬆的判別條件，能夠斷定一幅圖必定為哈密頓圖。此類定理，最早見於蓋布瑞·狄拉克1952年的研究，其想法直觀，即只要有「足夠多」邊，就能迫得圖有哈密頓圈。用頂點的度推出存在哈密頓圈的定理之中，目前最優的，是1976年邦迪與赫瓦塔爾的定理。
以上是有關無向圖的部分。對於有向圖，相應的定理舉例有Ghouila–Houiri。

### 狄拉克定理
蓋布瑞·狄拉克於1952年證明以下定理：

{\displaystyle n}個頂點的簡單圖（{\displaystyle n\geq 3}）中，若每個頂點的度皆至少為{\displaystyle {\frac {n}{2}}}，則必為哈密頓圖。

### 歐爾定理
设 {\displaystyle G=(V,E)} 是一个无向简单图，{\displaystyle |V|=n}，{\displaystyle n\geq 3}。若对于任意两个不相鄰的顶点 {\displaystyle u,v\in V}，都有 {\displaystyle u} 和 {\displaystyle v} 的度，即 {\displaystyle d(u)} 与 {\displaystyle d(v)} 满足 {\displaystyle d(u)+d(v)\geq n}，那么，{\displaystyle G} 是哈密尔顿图。

此条件由挪威图论数学家奧斯丁·歐爾在1960年给出。

### 波紹定理
波紹·拉約什證明了幾條有關哈密頓圈的定理。以下具體引用一條1962年的定理，有關連邊少的頂點：
一幅{\displaystyle n}個頂點的完全圖（{\displaystyle n\geq 3}），若滿足：
1. 對所有滿足{\displaystyle 1\leq k<{\frac {n-1}{2}}}的整數{\displaystyle k}，度不大於{\displaystyle k}的頂點個數，嚴格小於{\displaystyle k}；
2. 度不大於{\displaystyle {\frac {n-1}{2}}}的頂點個數，小於或等於{\displaystyle {\frac {n-1}{2}}}；

則必為哈密頓圖。

注意{\displaystyle n}為偶時，條件2已包含於條件1，所以只在{\displaystyle n}為奇數時，條件2才需要分開列出。

應用波紹定理的例子

作為例子，考慮附圖中，具有{\displaystyle 6}個頂點的圖。其為哈密頓圖：已經將頂點排列好，使哈密頓圈{\displaystyle H}（以紅色標示）正好是外圈。
- 狄拉克定理不足以證明該圖為哈密頓圖。若要應用狄拉克定理，則所有頂點的度皆要至少為{\displaystyle 3}，然而圖中有頂點的度僅為{\displaystyle 2}。
- 奧爾定理同樣不敷使用，因為圖中標出的兩個不相鄰頂點{\displaystyle a,b}的度，和僅為{\displaystyle d(a)+d(b)=3+2=5}，但奧爾定理的條件中，至少要有{\displaystyle 6}。
- 另一方面，波紹定理能夠斷定該圖必為哈密頓圖，因為只有{\displaystyle 0}個度為{\displaystyle 1}的頂點，以及{\displaystyle 1}個度為{\displaystyle 2}的頂點，故已滿足條件1（因為{\displaystyle 0<1}且{\displaystyle 0+1<2}）。

## 例子

赫歇爾圖

- 超過2個頂點的完全圖是哈密顿图。{\displaystyle n}階無向完全圖{\displaystyle K_{n}}上，不同的（無向）哈密頓圈有{\displaystyle {\frac {(n-1)!}{2}}}個。而若考慮方向，則有{\displaystyle (n-1)!}個有向哈密頓圈。
- {\displaystyle n}個頂點的圖當中，最少邊數的哈密頓圖是循環圖{\displaystyle C_{n}}。任何循環圖皆為哈密顿图。
- 循環賽圖（英语：Tournament (graph theory)）有奇數條（有向）哈密頓路徑。任意（多於兩個頂點的）循環賽圖為哈密頓圖當且僅當其為強連通。[6]
- 任何以柏拉圖立體（凸正多面體）的邊與頂點構成的圖（「1-骨架（英语：n-skeleton）」）皆為哈密顿图。[7][8]
- 同樣，棱柱與反棱柱的1-骨架也是哈密頓圖。
- 13種阿基米德立體的1-骨架皆為哈密頓圖，但13種卡塔蘭立體當中，僅有7個的1-骨架是哈密頓圖。[9][10].
- 赫歇爾圖（英语：Herschel graph）（附圖）是眾多不具哈密頓圈的凸多面體1-骨架當中，最小的一個。[11]
- 哈密頓圖的線圖仍是哈密頓圖。[12]:408
- 歐拉圖的線圖也是哈密頓圖。

## 哈密顿路径问题
寻找哈密顿路径是一个典型的NP-完全问题。后来人们也证明了，找一条哈密顿路的近似比为常数的近似算法也是NP-完全的。
寻找哈密顿路的确定算法虽然很难有多项式时间的，但是这并不意味着只能进行时间复杂度为{\displaystyle O(n\times n!)}暴力搜索。利用状态压缩动态规划，可以将时间复杂度降低到{\displaystyle O(2^{n}\cdot n^{3})}，具体算法是建立方程f[i][S][j]，表示经过了i个节点，节点都是集合S的，到达节点j时的最短路径。每次都按照点j所连的节点进行转移。